# Olympische Sommerspiele 1928/Teilnehmer (Litauen)
| Gelbes Symbol für Goldmedaillen mit stilisierten Olympischen Ringen | Graues Symbol für Silbermedaillen mit stilisierten Olympischen Ringen | Braundes Symbol für Bronzemedaillen mit stilisierten Olympischen Ringen |
| ------------------------------------------------------------------- | --------------------------------------------------------------------- | ----------------------------------------------------------------------- |
| —                                                                   | —                                                                     | —                                                                       |

Litauen nahm an den Olympischen Sommerspielen 1928 in Amsterdam, Niederlande, mit einer Delegation von 12 Sportlern (11 Männer und eine Frau) teil.

## Teilnehmer nach Sportarten

### Boxen
- Kazys Markevičius
Leichtgewicht: 12. Platz

- Juozas Vinča
Halbschwergewicht: 5. Platz

### Gewichtheben
- Povilas Vitonis
Mittelgewicht: 15. Platz

### Leichtathletik
- Haris Šveminas
100 Meter: Vorläufe
200 Meter: Vorläufe

- Julius Petraitis
5000 Meter: Vorläufe

- Adolfas Akelaitis
Hochsprung: 33. Platz in der Qualifikation

- Viktoras Ražaitis
Speerwurf: 26. Platz in der Qualifikation

- Paula Radziulytė
Frauen, 800 Meter: Vorläufe

### Radsport
- Tadas Murnikas
Straßenrennen, Einzel: 50. Platz

- Jurgis Gedminas
Straßenrennen, Einzel: 55. Platz

- Vladas Jankauskas
Straßenrennen, Einzel: DNF

- Isakas Anolikas
Straßenrennen, Einzel: DNF